# Liste von Malern/H
Die folgende Liste führt möglichst umfassend Maler aller Epochen auf.
Die Liste ist soweit vorhanden alphabetisch nach Nachnamen geordnet.

## Ha...
Haack, Simone (* 1978)
Haanen, Adriana Johanna  (1814–1895), Niederlande
Haanen, Cecil van (1844–1914), Österreicher
Haanen, Elisabeth Alida  (1809–1845), Niederlande
Haanen, George Gillis (1807–1879), Niederlande
Haanen, Remigius Adrianus (1812–1894), Niederlande, Österreich-Ungarn
Haarlem, Cornelis van (1562–1638), Niederlande
Haarlem, Gerrit/Geertgen van auch: Geertgen tot Sint Jans (um 1460/65–vor 1495), Niederlande
Haas, Johannes Hubertus Leonardus de (1832–1908), Niederlande
Haass, Terry (1923–2016), Frankreich
Haberle, John (1856–1933), USA
Häberlin, Carl von (1832–1911), Deutschland
Habermann, Hugo von (1849–1929), Deutschland
Habermann, Hugo Fritz von (1899–1981), Deutschland
Haberschrack, Nicolaus (fl. 1454–1484)
Hackaert, Jan (1628–um 1700), Niederlande
Hacke, Rudolf (1881–1953), Deutschland
Hackert, Jakob Philipp (1737–1807), Deutschland
Hackhofer, Johann Cyriak (1675–1731)
Haenni, Stefan (* 1958), Schweiz
Haer, Adolf de (1892–1944), Deutschland
Häfner-Mode, Ilse (1902–1973), Deutschland
Hagelgans, Michael Christoph Emanuel (1725–1766)
Hagemeister, Karl (1848–1933), Deutschland
Hagen, Theodor (1842–1919), Deutschland
Hagn, Ludwig von (1819–1898)
Hagreen, Henry Browne (um 1831–1912), Großbritannien
Hahn, Albert (1910–1995)
Hahn, Hermann (1868–1945), Deutschland
Hahn, Werner (* 1944), Deutschland
Hähner-Springmühl, Gitte (* 1951), Deutschland
Hahs, Erwin (1887–1970), Deutschland
Haid, Johann Elias (1739–1809)
Haid, Johann Jacob (1704–1767)
Haider, Karl (1846–1912), Deutschland
Haindl-Lapoirie, Elfy (1907–1969), Österreich
Hains, Raymond (1926–2005), Frankreich
Hainz, Johann Georg (* um 1700), Deutschland
Halbax, Michael Wenzel (1661–1711)
Hale, Philip Leslie (1865–1931), USA
Hallatz, Emil (1837–1888), Deutschland
Halle, Albert (1844–1896), Deutschland
Hallé, Noël (1711–1781), Frankreich
Haller, Jost (um 1415–1472/86), Elsass
Haller, Roman (1920–2010), Österreich
Hallman, Anton (1812–1845), Deutschland
Hals, Dirck (1591–1656), Niederlande
Hals, Frans (1580–1666), Niederlande
Hals d. J., Frans (1618–1669), Niederlande
Hals, Joost (1584/85–1626), Niederlande
Hambüchen, Georg (1901–1971), Düsseldorf
Hamen y León, Juan van der (1596–1631), Spanien
Hamilton, Frans de (1683–1689), Deutschland
Hamilton, Gavin (1723–1798), Schottland
Hamilton, Richard (1922–2011), Großbritannien
Hamm, Eugen (1885–1930), Deutschland
Hamman, Edouard Jean Conrad (1819–1888), Belgien/Frankreich
Hammershøi, Vilhelm (1864–1916), Dänemark
Hamon, Jean-Louis (1821–1874), Frankreich
Hampel, Angela (* 1956), Deutschland
Hampel, Charlotte (1863–1945), Österreich
Han Gan (706–783), China
Händler, Paul (1833–1903), Deutschland
Handmann, Jakob Emanuel (1718–1781), Schweiz
Hanf, Alfred (1890–1974), Deutschland
Hanft, Willy (1888–1987), Deutschland
Hannemann, Walter (1868–nach 1920)
Hanno, Fritz (1886)
Hanoteau, Hector (1823–1890), Frankreich
Hansch, Anton (1813–1876), Österreich
Hansche, Werner (1928–2010), Deutschland
Hansen, Constantin (1804–1880), Dänemark
Hansen, Heinrich (1821–1890), Dänemark
Hansen, Hans (Dänemark; 1769–1828)
Hansen, Hans (Norwegen; 1821–1863)
Hansen, Hans (Hans í Mikladali; Färöer; 1920–1970)
Hansen, Osmund (Dänemark; 1908–1995)
Hansen, Svend Wiig (1922–1997)
Hansky, Jan (1925–2004), Deutschland
Hanslian, Alois (* 1943), Deutschland
Hantaï, Simon (1922–2008), Ungarn/Frankreich
Hanusch, Karl (1881–1969), Deutschland
Harburger, Edmund (1846–1906), Deutschland
Hardorff Gerdt, der Ältere (1769–1864), Deutschland
Hardy, Carel (Um 1625/30-nach 1656), Franzose, Niederlande
Haregarius (um 850), Frankreich
Haring, Keith (1958–1990), USA
Haringer, Karl Franz Joseph (1686–1734), Österreich
Harloff, Guy (1933–1991), Frankreich/Italien
Harms, Anton Friedrich (1695–1745), Deutschland
Harms, Johann Oswald (1643–1708), Deutschland
Harnest, Fritz (1905–1999), Deutschland
Harnest, Joseph (1937–1999), Deutschland
Harnett, William Michael (1848–1892), Irland/USA
Harper, Adolf Friedrich (1725–1806), Deutschland
Harper, Johann (1688–1746), Schweden
Harpignies, Henri (1819–1916), Frankreich
Harr, Karl Erik (* 1940), Norwegen
Harris, Louis (1902–1970)
Hart, Salomon Alexander (1806–1881), Großbritannien
Hart, William (1823–1894), USA
Harta, Felix Albrecht (1884–1967), Österreich
Hartigan, Grace (1922–2008), USA
Hartley, Marsden (1877–1943), USA
Hartmann, Ferdinand (1774–1842)
Hartmann, Robert (* 1949), Deutschland
Härtter, Bernhard (* 1962), Deutschland
Hartung, Hans (1904–1989)
Hartwig, Emil Bert (1907–1996)
Harvey, Sir George (1806–1876), Großbritannien, Genremalerei
Harvey, Marcus (* 1963), Großbritannien
Harvey, Michael (* 1944), USA
Hasenclever, Johann Peter (1810–1853), Deutschland
Hasenpflug, Carl (1802–1858), Deutschland
Hashimoto Gahō (1835–1908), Japan
Hasler, Bernhard (1884–1945), Deutschland
Hassam, Childe (1859–1935), USA
Hasse, Ernst (1819–1860), Deutschland
Hasse, Sella (1878–1963), Deutschland
Hassebrauk, Ernst (1905–1974), Deutschland
Hasselhorst, Johann Heinrich (1825–1904), Deutschland
Hauber, Heinrich (1904–1983), Deutschland
Hauck, Johann Veit (1663–1746), Österreich
Haudebourt-Lescot, Hortense (1784–1845), Frankreich
Haueisen, Albert (1872–1954), Deutschland
Haugaard Madsen, Lone Dänemark
Haunold Carl (1832–1911), Österreich
Hauptmann, Ivo (1886–1973), Deutschland
Häuser, Harald (* 1957), Deutschland
Häusle, Martin (1903–1966), Österreich
Häusler, Mo (* 1967), Österreich
Hausmann, Heinz (* 1959), Deutschland
Hausmann, Raoul (1886–1971), Österreich
Hausner, Rudolf (1914–1995), Österreich
Hauth, Emil van (1899–1974), Deutschland
Havard, James (* 1937)
Havekost, Eberhard (1967–2019), Deutschland
Havlicek, Vincenz (1864–1915), Österreich
Hawle, Josef (* 1948), Deutschland
Hay, Bernardo (1864–?), Großbritannien
Haydon, Benjamin Robert (1786–1846), Großbritannien
Hayet, Louis (1864–1940)
Hayez, Francesco (1791–1882), Italien
Hayman, Francis (1708–1776), Großbritannien
Hazimeh, Ibrahim (1933–2023)

## He…
Heber, Peter (* 1956)
Hébuterne, André (1894–1992), Frankreich
Hébuterne, Jeanne (1898–1920), Frankreich
Hechelmann, Friedrich (1948–2024), Deutschland
Hecke, Jan van den (1619/1620–1684)
Heckel, Erich (1883–1970), Deutschland
Heckel, August von (1824–1883), Deutschland
Heckendorf, Franz (1888–1962), Deutschland
Heckroth, Hein (1901–1970), Deutschland
Heckrott, Wilhelm (1890–1964), Deutschland
Heda, Willem Klaaß (1594–1678), Niederlande
Hédouin, Edmond (1820–1889), Frankreich
Hedwig, Michael (* 1957), Österreich
Heel, Johann (1685–1749)
Heem, Cornelis de (1631–1695), Niederlande
Heem, David Cornelisz de (1663–vor 1714)
Heem, Jan Davidsz. de (1606–1683), Niederlande
Heem, Jan Jansz de (1650–nach 1695)
Heemskerck, Jacoba van (1876–1923), Niederlande
Heemskerck, Maarten van (1498–1574), Niederlande
Heerup, Henry (1907–1993), Dänemark
Heesche, Franz (1806–1876), Deutschland
Hegenbarth, Emanuel (1868–1923), Deutschland
Hegenbarth, Josef (1884–1962), Deutschland
Heideck, Carl Wilhelm von (Freiherr) (1788–1861)
Heideloff  Viktor Wilhelm Peter (1757–1816), Deutschland
Heidemann, Christiana (* 1950), Deutschland
Heilbuth, Ferdinand (1826–1889), Frankreich
Heimerdinger, Friedrich (1817–1882), Deutschland
Hein, Gerhart (1910–1998), Deutschland
Hein-Neufeldt, Max (1874–1953), Deutschland
Heine, Wilhelm (1827–1885), Deutschland
Heinecke, Regine (1936–2019), Deutschland
Heinecke, Wolf (1929–2022), Deutschland
Heinecken, Catharina Elisabeth (1683–1757)
Heinecken, Paul (1674–1746)
Heinen, Franz (* 1925)
Heinen, Fritz (* 1925)
Heinen-Ayech, Bettina (1937–2020), Deutschland
Heinisch, Barbara (* 1944), Deutschland
Heinisch, Rudolf W. (1896–1956)
Heinrich, Johann August (1794–1822), Deutschland
Heinsohn, Alfred (1875–1927), Deutschland
Heintschel, Hermann (1931–1998)
Heintz d. Ä., Joseph (1564–1609), Schweiz
Heise, Almut (* 1944), Deutschland
Heise, Annemarie (1886–1937), Deutschland
Heise, Katharina (1891–1964), Deutschland
Heise, Wilhelm (1892–1965), Deutschland
Heise, Wilhelm (1897–nach 1943), Deutschland
Heisig, Bernhard (1925–2011), Deutschland
Heisig, Johannes (* 1953), Deutschland
Heister, Hans-Siebert von (1888–1967)
Helberger, Alfred Hermann (1871–1946), Deutschland
Helbig, Walter (1878–1968)
Held, Karl Arthur (1884–1939), Deutschland
Heldt, Werner (1904–1954), Deutschland
Heliker, John (1909–2000), USA
Hellmeier, Otto (1908–1996), Deutschland
Hellqvist, Carl Gustaf (1851–1890), Schweden
Helmer, Christoph (1860–1944)
Helmert, Herbert (1924–1997), Deutschland
Helnwein, Gottfried (* 1948), Österreich, Irland
Helst, Bartholomeus van der (1613–1670), Niederlande
Helsted, Viggo Lauritz (1861–1926), Dänemark
Hemessen, Jan van (1500–1556), Niederlande
Hemken, Ernst (1834–1911), Deutschland
Hemmel von Andlau, Peter (um 1420–1506)
Henck, Sophie (1822–1893), Dänemark
Hendrich, Hermann (1854–1931), Deutschland
Hendricksz., Dirck, bekannter als: Teodoro d’Errico (1542/44–1618), Niederländer in Italien
Henfling, Joseph (1877–1950), Deutschland
Hengstenberg, Rudolf (1894–1974), Deutschland
Hennequin, Philippe Augustin (1762–1833), Frankreich
Henner, Jean Jacques (1829–1905), Frankreich
Hennessy, William John (1839–1917), England
Hennig, Albert (1907–1998), Deutschland
Hennig, Werner (1935–2014), Deutschland
Henning, Erwin (1901–1993), Deutschland
Henning, Wolfgang (1943–2007)
Henninger, Manfred (1894–1986), Deutschland
Henningsen, Hans Detlev (1893–1980), Deutschland
Henri, Robert (1865–1929), USA
Henriques, Francisco († 1518), Flandern/Portugal
Henschel von Hain, Walter, auch Henschel vom Hain (1883–1945), Deutschland
Henseler, Franz Seraph (1883–1918), Deutschland
Henwood, Simon (* 1956), England
Heo Chohui (1563–1589), Korea
Hepp, Elmar Paul (* 1947)
Herbert, John Rogers (1810–1890), England
Herbig, Otto (1889–1971), Deutschland
Herbin, Auguste (1882–1960), Frankreich
Herbst, Thomas (1848–1915), Deutschland
Herburger, Julius (1900–1973), Deutschland
Herkenrath, Peter (1900–1992), Deutschland
Herkomer, Hubert (1849–1914), Deutschland
Herlin, Friedrich (um 1430–um 1500), Deutschland
Hermann, Balthasar (1665–1729)
Hermann, Carl Heinrich (1802–1880), Deutschland
Hermes, Johannes (1842–1901)
Herold, Christian Friedrich (1700–1779)
Herold, Franz-Josef (1904–1986), Deutschland
Herolt, Johanna Helena (1668–1723)
Herpin, Léon (1841–1880), Frankreich
Herrera der Ältere, Francisco (1576–1656), Spanien
Herrera der Jüngere, Francisco (1622–1685), Spanien
Herrenburg, Johann Andreas (1824–1906), Deutschland
Herrfeldt, Marcel René von (1889–1965), Deutschland
Herrmann, Curt (1854–1929), Deutschland
Herrmann, Peter (* 1937), Deutschland
Hertel, Albert (1843–1912), Deutschland
Hertel, Carl (1837–1895), Deutschland
Hertel, Peter († kurz nach 1940), Deutschland
Herterich, Johann Caspar (1843–1905), Deutschland
Herterich, Ludwig von (1856–1932), Deutschland
Herzing, Hanns (1890–1971), Deutschland, Porträts und Landschaften
Herzing, Minni (1883–1968), Deutschland, Blumen und Landschaften
Herzog, Hermann Ottomar (1832–1932), Deutschland/USA
Herzog, Lewis Edward (1868–1943), USA
Heß, Carl Adolph Heinrich (1769–1849), Deutschland
Hess, Heinrich Maria von (1798–1863), Deutschland
Hess, Julius (1878–1957), Deutschland
Hess, Ludwig (1760–1849), Schweiz
Hess, Peter von (1792–1871), Deutschland
Hesse, Hans (vor 1497–nach 1539), Deutschland
Hesse, Hermann (1877–1962), Deutschland
Hessing, Gustav (1909–1981), Österreich
Hetsch, Philipp Friedrich von (1758–1838), Deutschland
Hettner, Otto (1875–1931), Deutschland
Hetze, Bruno Paul (1866–1901), Deutschland
Heuser, Werner (1880–1964), Deutschland
Hey, Paul (1867–1952), Deutschland
Heyboer, Anton (1924–2005), Niederlande
Heyde, Henning von der (vor 1487–nach 1520)
Heyden, August von (1827–1897), Deutschland
Heyden, Eckhard (1925–2010)
Heyden, Hubert von (1860–1911), Deutschland
Heyden, Jan van der (1637–1712), Niederlande
Heyden, Otto (1820–1897), Deutschland
Heyser, Friedrich (1857–1921), Deutschland

## Hi... bis Hl...
Hickam, Richard A. (* 1944)
Hicks, George Elgar (1824–1914), Großbritannien
Hiddemann, Friedrich (1829–1892), Deutschland
Hiepes, Thomás, siehe: Yepes, Tomás (1598–1674), Spanien (Valencia)
Highmore, Joseph, (1692–1780), Großbritannien
Hildebrand, Ernst (1833–1924), Deutschland
Hildebrandt, Eduard (1817–1868), Deutschland
Hildebrandt, Theodor (1804–1874), Deutschland
Hill, Anthony (1930–2020), Großbritannien
Hillebrand, Clemens (* 1955), Deutschland
Hiltensperger, Johann Georg (1806–1890), Deutschland
Hilton, Roger (1911–1975), Großbritannien
Hilton, William (1786–1839), Großbritannien
Hincz, Gyula (1900–?), Ungarn
Hinck, Willy (1915–2002), Deutschland
Hintschich, Gerhard (1924–1986), Deutschland
Hippold, Erhard (1909–1972), Deutschland
Hirémy-Hirschl, Adolf (1860–1933), Ungarn
Hirsch, Karl Jakob (1892–1952), Deutschland
Hirschvogel, Veit (1461–1526), Deutschland
Hirtz, Hans (nachweisbar zwischen 1421 und 1463)
Hirzel, Manfred (1905–1932)
Hitzler, Franz (* 1946), Deutschland
Hložník, Vincent (1919–1997), Slowakei

## Ho...
Ho Kan (* 1932), China
Hoare, Mary (1753–1820), Großbritannien
Hobbema, Meindert (1638–1709), Niederlande
Höch, Hanna (1889–1978), Deutschland
Hockney, David (* 1937), Großbritannien
Hodgson, John Evan (1831–1895), Großbritannien
Hodler, Ferdinand (1853–1918), Schweiz
Hoecke, Jan van den (1611–1651), Flandern
Hoecke, Robert van den (1622–1688), Flandern
Hoecker, Paul (1854–1910), Deutschland
Hoefnagel, Georg (1542–1600), Österreich
Hoehloff, Curt (1887–1987)
Hoehme, Gerhard (1920–1989), Deutschland
Hoenerbach, Margarete (1848–1924), Deutschland
Hoenerloh, Stefan (* 1960), Deutschland
Hoerle, Angelika (1899–1923), Deutschland
Hoerle, Heinrich (1895–1936), Deutschland
Hoet, Gerard (1648–1733), Niederlande
Hoetger, Bernhard (1874–1949), Deutschland
Höfel Blasius (1792–1863), Österreich
Hofer, Andreas (* 1963), Deutschland
Hofer, Karl (1878–1955), Deutschland#
Hoff, Carl (1807–1862), deutscher Maler
Hoff, Carl (1866–1904), deutscher Maler
Hoff, Conrad (1816–1883), Deutschland
Hoff, Karl (1838–1890), Deutschland
Hoffmann, Heinz (* 1918), Aquarellist
Hoffmann, Karl (1893–1972), Wiener Maler
Hoffmann, Leni (* 1962), Deutschland
Hofheinz-Döring, Margret (1910–1994), Deutschland
Hofman, Wlastimil (1881–1970) Polen
Hofmann, Günter (1944–2008), Deutschland
Hofmann, Hans (1880–1966)
Hofmann, Heinrich Ferdinand (1824–1911), Deutschland
Hofmann, Hubert (* 1960)
Hofmann, Ludwig von (1861–1945), Deutschland
Hofmann, Rudolf (1820–1882), Deutschland
Hofmann, Veit (* 1944), Deutschland
Hofmann, Werner (1907–1983), Deutschland
Hofmann-Stollberg, Alfred (1882–1962), Deutschland
Hogarth, William (1697–1764)
Höger, Joseph (1801–1877), Österreich
Hoguet, Charles (1821–1870)
Hohly, Richard (1902–1995), Deutschland
Höhmann, Georg (1884–1973)
Hokusai, Katsushika (1760–1849), Japan
Holanda, Francisco de (1517–1585), Portugal
Holbein, Ambrosius (1494–1519/20)
Holbein der Ältere, Hans (um 1465–1524)
Holbein der Jüngere, Hans (um 1497–1543)
Holbein, Sigmund (1470–1540)
Holl, Frank (1845–1888)
Höll, Werner (1898–1984), Deutschland
Holmberg, August (1851–1911)
Holstein, Bent (* 1942), Dänemark
Holty, Carl (1900–1973), USA
Holtz, Karl (1899–1978), Deutschland
Holubitschka, Hans-Jörg (1960–2016), Deutschland
Holzach, Robert (* 1940), Schweiz
Hölzel, Adolf (1853–1934), Deutschland
Holzer, Johann Evangelist (1709–1740), Augsburger Barock
Holzer, Joseph (1824–1876), Österreich
Hölzl, Johann Evangelist (1716–1765)
Homer, Winslow (1836–1910), USA
Hommel, Johann Andreas (1677–1751)
Hompel, Ludwig ten (1887–1932), Deutschland
Hondecoeter, Melchior (1636–1695), Niederlande
Honnecourt, Villard de (13. Jahrhundert)
Honthorst, Gerrit van (1592–1656)
Hooch, Pieter de (1629–1684)
Hoogstraten, Samuel van (1627–1678)
Hopf-von Denffer, Margrit-Angela (* 1941), Deutschland
Höpfner, Wilhelm (1899–1968), Deutschland
Hopkins, Eric (* 1951)
Hoppe, Peter (1938–2010), Deutschland
Hoppe-Arendt, Trude (1905–2001)
Höppener, Hugo Reinhold Karl Johann (1868–1948), Deutschland
Hopper, Edward (1882–1967), USA
Hoppner, John (1758–1823), Großbritannien
Hops, Tom (1906–1976), Deutschland
Hörauf, Fritz (* 1949), Deutschland
Horenbout, Gerard (1465–1541), Flandern
Horenbout, Lucas (1490/95–1544), Flandern
Horenbout, Susanna (um 1503–um 1550), Flandern
Hörmann, Theodor von (1840–1895), Österreich
Höroldt, Johann Gregorius (1696–1775)
Horn, Günter (* 1935), Deutschland
Hornemann, Friedrich Adolph (1813–1890), Deutschland
Hornig, Silvia (* 1962)
Houasse, René-Antoine (um 1645–1710), Frankreich
Houbraken, Arnold (1660–1719), Niederlande
Houbraken, Nicola van (1668–nach 1724), Niederlande
Hovenden, Thomas (1840–1895)
Howanietz, Franz (1897–1972), Österreich
Hoyer, David (1667–1720)
Hoyland, John (1934–2011), Großbritannien
Hoyos, Ana Mercedes (1942–2014), Kolumbien

## Hu... bis Hy...
Huang Ding (1660–1730), China
Hubbuch, Karl (1891–1979), Deutschland
Huber, Hermann (1888–1967), Schweiz
Huber, Johann Josef Anton (1737–1815)
Huber, Johann Rudolf (1668–1748), Schweiz
Huber, Konrad (1920–2015), Deutschland
Huber, Markus Anton (* 1961), Österreich
Hübner, Carl (1797–1831), deutscher Kupferstecher, Radierer und Lithograph
Hübner, Carl Wilhelm (1814–1879), Deutschland
Hübner, Carol (* 1902), deutsch-rumänischer Maler
Hübner, Eduard (1842–1924), Genre- und Portraitmaler, Plakatkünstler und Bildhauer, Deutschland
Hübner, Julius (1806–1882), Deutschland
Hübner, Paul (1915–2003), Deutschland
Huchtenburgh, Jan van (1646–1733), Niederlande
Hucke, Thea (1893–1970), Deutschland
Hucleux, Jean-Olivier (1923–2012), Frankreich
von der Hude, Jürgen Matthias (1690–1751)
Hudeček, Antonín (1872–1941)
Hudson Jr., John Bradley (1832–1903)
Hudson, Thomas (1701–1779), Großbritannien
Hudtwalcker, Elisabeth (1752–1804)
Hueber, Franz Michael († 1746), Österreich
Huene, Stephan von (1932–2000)
Huet, Jean-Baptiste (1745–1811), Frankreich
Huet, Paul (1803–1869), Frankreich
Hug, Charles (1899–1979), Schweiz
Huguet, Jaume (1414–1492), Katalonien
Humburg, Lorenz (1906–1994), Deutschland
Hume, Gary (* 1962)
Hummel, Johann Erdmann (1769–1852)
Humphry, Ozias (1742–1810), Großbritannien
Hundertwasser, Friedensreich (1928–2000), Österreich
Hundt, Baptist Hermann (1894–1974), Deutschland
Hunt, Alfred William (1830–1896)
Hunt, William Henry (1790–1864)
Hunt, William Holman (1827–1910)
Huang Binhong (1864–1955), China
Huang Ding (1660–1730), China
Hünten, Emil (1827–1902), Deutschland
Huntington, Daniel (1816–1906)
Hüppi, Alfonso (* 1935), Schweiz
Hurzlmeier, Rudi (* 1952), Deutschland
Husmann, Fritz (1896–1982)
Husník, Jakub (1837–1916)
Huth, Willy Robert (1890–1977)
Hüther Petra (* 1961, deutsche Malerin, Autorin, Technikerin)
Huys, Pieter (1519/20–1580/84), Flandern
Huysum, Jan van (1682–1749)
Huysmans, Cornelis (1648–1727)
Hynais, Vojtech (1854–1925)